# 평양외과대학
평양외과대학(平壤外科大學)은 평양직할시 대동강구역에 위치한 조선민주주의인민공화국의 대학이다.   평양시 내 주민들에 대한 의료사업을 하는 외과의사들을 양성하는 것을 목적으로, 1985년 6월에 평양고등의학전문학교로 발족되었다.
1990년 9월 평양의사재교육대학과 통합되었다가, 1992년 3월에 다시 분리되어 평양외과대학으로 개편되었다.
김만유병원을 비롯한 평양시 안의 각급 인민병원들과 전문과병원들을 임상실습기지로 두고있다.